# Филатово (Пермский край)
Филатово — село в Ильинском городском округе Пермского края России.

## История
Известно с 1782 года. В 1843 году была построена деревянная единоверческая церковь во имя пророка Иоанна Предтечи. Являлось центром Филатовской волости Пермского уезда (позднее — Филатовского сельсовета). В 1913 году в селе возникла маслосыроваренная артель. С 19 сентября 1927 года действовало коневодческое товарищество. В феврале 1930 году, в ходе коллективизации, был образован колхоз «Животновод» (с 1968 года — колхоз им. А. П. Никольского). До марта 2019 года являлось административным центром ныне упразднённого Филатовское сельского поселения Ильинского района.

## География
Село находится в центральной части края, в пределах северо-восточной части Русской равнины, на правом берегу реки Гаревой, на расстоянии приблизительно 15 километров (по прямой) к юго-востоку от посёлка Ильинского, административного центра округа. Абсолютная высота — 165 метров над уровнем моря.
Климат
Климат характеризуется как умеренно континентальный, с морозной продолжительной зимой и коротким тёплым летом. Средняя многолетняя температура самого холодного месяца (января) составляет −15,3 — −14,7 °С, температура самого тёплого (июля) — 17,4 — 18,2 °С. Среднегодовое количество осадков — 553 мм. Снежный покров держится в течение 170—190 дней.

## Инфраструктура
Действуют средняя общеобразовательная школа, детский сад, фельдшерско-акушерский пункт, дом культуры, библиотека и отделение связи.

## Население
| 2010 |
| ---- |
| 493  |

Половой состав
По данным Всероссийской переписи населения 2010 года в половой структуре населения мужчины составляли 48,1 %, женщины — соответственно 51,9 %.
Национальный состав
Согласно результатам переписи 2002 года, в национальной структуре населения русские составляли 94 % из 497 чел.